# 브라 (치즈)
브라(이탈리아어: Bra)는 이탈리아 피에몬테주 쿠네오도의 브라라는 지역에서 유래한 치즈이다.
생산은 연중 이뤄지지만 법적으로는 쿠네오도에서만 허용된다. 다만 발효는 토리노도에서 허용된다. 이 치즈는 살균 작업을 거친 우유와 그렇지 않은 우유도 사용될 수 있으며 거의 젖소 우유로만 사용한다. 단 소량의 양젖이나 염소젖을 같이 첨가하기도 한다. 부드러울 수도, 딱딱할 수도 있으며 이는 발효 기간에 따라 달라진다. 원산지 명칭 보호에 해당되는 치즈이다.

## 참고 자료
- Formaggio.it - Bra (Italian) (accessed 2 January 2008)
- Cheese.com - Bra (accessed 2 January 2008)
- Rubino, R., Sardo, P., Surrusca, A. (eds.),  'Italian Cheese: 293 Traditional Types' , ISBN 88-8499-111-0